# United Rugby Championship 2021-22
El United Rugby Championship de 2021-22 fue la vigésimo primera edición de la Liga Celta y la primera bajo la denominación de United Rugby Championship.
El torneo representó la primera ocasión en donde las franquicias más fuertes de Sudáfrica (anteriormente agrupadas en el Súper Rugby) enfrentarán en un campeonato anual a equipos europeos, además presentó la posibilidad de que los equipos de Sudáfrica puedan disputar la prestigiosa Copa de Campeones Europeos de Rugby.

## Formato
Fase regular
Los 16 equipos se agrupan geográficamente en cuatro grupos de cuatro equipos cada uno:
- Grupo Escocia-Italia incluye los dos equipos de Escocia y dos de Italia;
- Grupo Gales incluye a los cuatro equipos Galeses;
- Grupo Irlanda incluye a los cuatro equipos Irlandeses;
- Grupo Sudáfrica incluye a los cuatro equipos Sudafricanos;

La fase regular consta de 18 fechas que se disputan:
- Seis contra cada uno de los demás equipos de su misma conferencia (local y visitante);
- Doce frente a cada uno de los rivales de las otras conferencias.

Puntuación
Para ordenar a los equipos en la tabla de posiciones se los puntuará según los resultados obtenidos.
- 4 puntos por victoria.
- 2 puntos por empate.
- 0 puntos por derrota.
- 1 punto bonus por ganar haciendo 3 o más tries que el rival.
- 1 punto bonus por perder por siete o menos puntos de diferencia.

Eliminatorias
- Se confeccionó una tabla general, en donde los mejores ocho equipos clasificaron a la instancia de cuartos de final, con la ventaja de la localía para el equipo mejor ubicado en la tabla.

## Fase Regular

### Tabla general
| Pos. | Equipo           | Encuentros | Encuentros | Encuentros | Encuentros | Tantos | Tantos | Tantos | PB | PB | Puntos |
| Pos. | Equipo           | PJ         | PG         | PE         | PP         | F      | C      | Dif    | BO | BD | Puntos |
| ---- | ---------------- | ---------- | ---------- | ---------- | ---------- | ------ | ------ | ------ | -- | -- | ------ |
| 1.º  | Leinster         | 18         | 13         | 0          | 5          | 546    | 276    | +270   | 11 | 4  | 67     |
| 2.º  | Stormers         | 18         | 12         | 2          | 4          | 464    | 311    | +153   | 7  | 2  | 61     |
| 3.º  | Ulster           | 18         | 12         | 0          | 6          | 412    | 297    | +115   | 7  | 4  | 59     |
| 4.º  | Bulls            | 18         | 11         | 0          | 7          | 518    | 388    | +130   | 10 | 4  | 58     |
| 5.º  | Sharks           | 18         | 11         | 1          | 6          | 510    | 365    | +145   | 9  | 2  | 57     |
| 6.º  | Munster          | 18         | 11         | 0          | 7          | 524    | 341    | +183   | 8  | 4  | 56     |
| 7.º  | Edinburgh        | 18         | 10         | 1          | 7          | 421    | 318    | +103   | 8  | 4  | 54     |
| 8.º  | Glasgow Warriors | 18         | 10         | 0          | 8          | 409    | 376    | +33    | 7  | 3  | 50     |
| 9.º  | Ospreys          | 18         | 10         | 0          | 8          | 422    | 474    | –52    | 4  | 2  | 46     |
| 10.º | Scarlets         | 18         | 8          | 0          | 10         | 494    | 534    | –40    | 10 | 3  | 45     |
| 11.º | Connacht         | 18         | 9          | 0          | 9          | 399    | 502    | –103   | 4  | 1  | 41     |
| 12.º | Lions            | 18         | 8          | 0          | 10         | 408    | 450    | –42    | 7  | 2  | 41     |
| 13.º | Benetton         | 18         | 6          | 1          | 11         | 425    | 501    | –76    | 6  | 3  | 35     |
| 14.º | Cardiff          | 18         | 7          | 0          | 11         | 369    | 577    | –208   | 3  | 1  | 32     |
| 15.º | Dragons          | 18         | 2          | 1          | 15         | 305    | 547    | –242   | 3  | 6  | 19     |
| 16.º | Zebre            | 18         | 1          | 0          | 17         | 261    | 630    | –369   | 2  | 3  | 9      |

|  | Campeón de Shield y clasificado a cuartos de final y a la European Rugby Champions Cup 2022-23. |
|  | Clasificado a cuartos de final y a la European Rugby Champions Cup 2022-23.                     |
|  | Clasificado a cuartos de final y a la European Rugby Challenge Cup 2022-23.                     |
|  | Campeón de Shield, clasificado a European Rugby Champions Cup 2022-23.                          |
|  | Clasificados a la European Rugby Challenge Cup 2022-23.                                         |

### Shield Escocia-Italia
| Pos. | Equipo           | Encuentros | Encuentros | Encuentros | Encuentros | Tantos | Tantos | Tantos | PB | PB | Puntos |
| Pos. | Equipo           | PJ         | PG         | PE         | PP         | F      | C      | Dif    | BO | BD | Puntos |
| ---- | ---------------- | ---------- | ---------- | ---------- | ---------- | ------ | ------ | ------ | -- | -- | ------ |
| 1.º  | Edinburgh        | 18         | 10         | 1          | 7          | 421    | 318    | +103   | 8  | 4  | 54     |
| 2.º  | Glasgow Warriors | 18         | 10         | 0          | 8          | 409    | 376    | +33    | 7  | 3  | 50     |
| 3.º  | Benetton         | 18         | 6          | 1          | 11         | 425    | 501    | –76    | 6  | 3  | 35     |
| 4.º  | Zebre            | 18         | 1          | 0          | 17         | 261    | 630    | –369   | 2  | 3  | 9      |

### Shield Gales
| Pos. | Equipo   | Encuentros | Encuentros | Encuentros | Encuentros | Tantos | Tantos | Tantos | PB | PB | Puntos |
| Pos. | Equipo   | PJ         | PG         | PE         | PP         | F      | C      | Dif    | BO | BD | Puntos |
| ---- | -------- | ---------- | ---------- | ---------- | ---------- | ------ | ------ | ------ | -- | -- | ------ |
| 1.º  | Ospreys  | 18         | 10         | 0          | 8          | 422    | 474    | –52    | 4  | 2  | 46     |
| 2.º  | Scarlets | 18         | 8          | 0          | 10         | 494    | 534    | –40    | 10 | 3  | 45     |
| 3.º  | Cardiff  | 18         | 7          | 0          | 11         | 369    | 577    | –208   | 3  | 1  | 32     |
| 4.º  | Dragons  | 18         | 2          | 1          | 15         | 305    | 547    | –242   | 3  | 6  | 19     |

### Shield Irlanda
| Pos. | Equipo   | Encuentros | Encuentros | Encuentros | Encuentros | Tantos | Tantos | Tantos | PB | PB | Puntos |
| Pos. | Equipo   | PJ         | PG         | PE         | PP         | F      | C      | Dif    | BO | BD | Puntos |
| ---- | -------- | ---------- | ---------- | ---------- | ---------- | ------ | ------ | ------ | -- | -- | ------ |
| 1.º  | Leinster | 18         | 13         | 0          | 5          | 546    | 276    | +270   | 11 | 4  | 67     |
| 2.º  | Ulster   | 18         | 12         | 0          | 6          | 412    | 297    | +115   | 7  | 4  | 59     |
| 3.º  | Munster  | 18         | 11         | 0          | 7          | 524    | 341    | +183   | 8  | 4  | 56     |
| 4.º  | Connacht | 18         | 9          | 0          | 9          | 399    | 502    | –103   | 4  | 1  | 41     |

### Shield Sudáfrica
| Pos. | Equipo   | Encuentros | Encuentros | Encuentros | Encuentros | Tantos | Tantos | Tantos | PB | PB | Puntos |
| Pos. | Equipo   | PJ         | PG         | PE         | PP         | F      | C      | Dif    | BO | BD | Puntos |
| ---- | -------- | ---------- | ---------- | ---------- | ---------- | ------ | ------ | ------ | -- | -- | ------ |
| 1.º  | Stormers | 18         | 12         | 2          | 4          | 464    | 311    | +153   | 7  | 2  | 61     |
| 2.º  | Bulls    | 18         | 11         | 0          | 7          | 518    | 388    | +130   | 10 | 4  | 58     |
| 3.º  | Sharks   | 18         | 11         | 1          | 6          | 510    | 365    | +145   | 9  | 2  | 57     |
| 4.º  | Lions    | 18         | 8          | 0          | 10         | 408    | 450    | –42    | 7  | 2  | 41     |

## Fase Final

### Cuartos de final
| 3 de junio de 2022 | Ulster | 36 - 17 | Munster | Estadio Ravenhill, Belfast |  |

| 4 de junio de 2022 | Leinster | 76 - 14 | Glasgow Warriors | RDS Arena, Dublín |  |

| 4 de junio de 2022 | Bulls | 30 - 27 | Sharks | Estadio Loftus Versfeld, Pretoria |  |

| 4 de junio de 2022 | Stormers | 28 - 17 | Edinburgh | Estadio de Ciudad del Cabo, Ciudad del Cabo |  |

### Semifinal
| 10 de junio de 2022 | Leinster | 26 - 27 | Bulls | RDS Arena, Dublín |  |

| 11 de junio de 2022 | Stormers | 17 - 15 | Ulster | Estadio de Ciudad del Cabo, Ciudad del Cabo |  |

### Final
| 18 de junio de 2022 | Stormers | 18 - 13 | Bulls | Estadio de Ciudad del Cabo, Ciudad del Cabo |  |

| Bandera de Sudáfrica |
| Campeón Stormers     |
| Primer título        |